# Игибаев, Жаныбай
Жаныба́й Игиба́ев (20 января 1936, с. Даукара, Айртауский район — 6 мая 2011, Караганда) — бригадир горнорабочих очистного забоя шахты «Михайловская» производственного объединения «Карагандауголь», Казахская ССР. Герой Социалистического Труда (1981). Депутат Верховного Совета Казахской ССР. Полный кавалер Знака «Шахтёрская слава».

## Биография
Родился в 1936 году в крестьянской семье в селе Даукара.
Окончив семилетнюю школу, поступил на учёбу в Кокчетавское педагогическое училище.
В 1953 году переехал в Караганду к своему родственнику, где устроился на работу грузчиком лесного склада на шахте № 37 комбината «Карагандауголь». Потом трудился помощником комбайнёра добычного комбайна на шахте № 64/83 (позднее эта шахта вошла в состав шахты «Михайловская»). После окончания без отрыва от производства учебного комбината работал машинистом на участке № 1 на добычном широкозахватном комбайне «Донбасс», потом освоил узкозахватный комбайн К-52М. Позднее был назначен бригадиром горнорабочих очистного забоя, которой было доверено осваивать и внедрить в производство новую угледобывающую технику — механизированные комплексы КМ-100, КМ-81, КМ-130.
Изучал передовой опыт на шахтах Донбасса. В годы 10-й пятилетки участок № 1, на котором работала бригада Жаныбая Игибаева, обрабатывала угольный пласт «Верхняя Марианна». В 1973 году бригада стала участником всесоюзного шахтёрского соревнования по добыче миллиона тонн угля. В этом году за 31 рабочих дней бригада Жаныбая Игибаев при суточной добыче в среднем 3710 тонн добыла 177023 тонн. За этот трудовой подвиг был награждён Орденом Ленина.
В 1981 году удостоен звания Героя Социалистического Труда «за выдающиеся производственные достижения, досрочное выполнение заданий десятой пятилетки и социалистических обязательств, проявленную трудовую доблесть».
Избирался депутатом Верховного Совета Казахской ССР 11-го созыва и членом Президиума Верховного Совета Казахской ССР.
В 1986 году вышел на пенсию.
Скончался 6 мая 2011 года в Караганде, похоронен на мусульманском кладбище «Сокыр».
Награды
- Герой Социалистического Труда — указом Президиума Верховного Совета СССР 2 марта 1981 года
- Орден Ленина — дважды
- Орден Октябрьской Революции